# (74102) 1998 QX30
(74102) 1998 QX30 – planetoida z pasa głównego asteroid okrążająca Słońce w ciągu 3,74 lat w średniej odległości 2,41 j.a. Odkryta 17 sierpnia 1998 roku.